# Dr. Dooom 2
Dr. Dooom 2 è l'ottavo album solista del rapper statunitense Kool Keith e il secondo sotto lo pseudonimo Dr. Dooom dopo First Come, First Served, pubblicato il 23 settembre del 2008 e distribuito da Funky Ass, Traffic e Threshold.
L'album ottiene recensioni miste, pur non riuscendo a classificarsi: il sito Metacritic gli assegna 56/100, voto basato su 7 recensioni.
| Recensione        | Giudizio |
| ----------------- | -------- |
| URB               | [ 2 ]    |
| RapReviews        | [ 2 ]    |
| Pitchfork         | [ 2 ]    |
| PopMatters        | [ 2 ]    |
| Alternative Press | [ 2 ]    |
| Robert Christgau  | **       |

## Tracce
1. Simon – 2:45 (musica: KutMasta Kurt)
2. The Countdown – 3:29 (musica: KutMasta Kurt)
3. R.I.P. Dr. Octagon – 3:22 (musica: KutMasta Kurt)
4. I'm Creepin' – 3:38 (musica: KutMasta Kurt)
5. I Followed You – 3:13 (musica: KutMasta Kurt)
6. Run for Your Life (featuring Fathed) – 3:52 (musica: KutMasta Kurt)
7. Step N Fetchers – 2:56 (musica: KutMasta Kurt)
8. How Sexy? (featuring Denis Deft) – 3:29 (musica: KutMasta Kurt)
9. God of Rap – 4:01 (musica: TomC3)
10. That Girl Is a Monster – 3:13 (musica: KutMasta Kurt)
11. Do Not Disturb – 3:38 (musica: KutMasta Kurt)
12. Take That Ride – 3:03 (musica: KutMasta Kurt)
13. Mopped Up – 3:14 (musica: KutMasta Kurt)
14. Always Talkin' Out Your Ass – 3:53 (musica: KutMasta Kurt)
15. Surgery (featuring Motion Man) – 4:20 (musica: KutMasta Kurt)

Durata totale: 52:06